# Datis nuperrime
Datis nuperrime  è la XXXV enciclica di papa Pio XII, pubblicata il 5 novembre 1956.
È la terza breve enciclica che Pio XII dedica ai tragici eventi ungheresi del 1956. Pio XII assiste all'incalzare e al capovolgersi degli eventi ungheresi; per questo deplora solennemente lo spargimento di sangue, il rovesciamento delle istituzioni, i diritti umani violati da armi straniere; sono delitti che gridano vendetta presso Dio, che, come punisce i peccati dei singoli, colpisce anche, per le loro ingiustizie, i governanti e le nazioni. Il 10 novembre Pio XII rivolse al mondo intero un radiomessaggio per la libertà e la pace.